# Livorno Centrale
Livorno Centrale (włoski: Stazione di Livorno Centrale) – stacja kolejowa w Livorno, w regionie Toskania, we Włoszech. Stacja została zbudowana w celu zastąpienia starego dworca Livorno San Marco. Znajdują się tu 4 perony.
Usytuowany jest na rozległym Piazza Dante (około 59.000 metrów kwadratowych). Stacja znajduje się na linii kolejowej Piza-Rzym i obsługuje ok. 5 300 000 pasażerów rocznie.
Istnieje kilka kategorii pociągów, które zatrzymują się na stacji: regionalne, ekspresy, InterCity, Intercitynotte, Euronotte i Eurostar. Według cech jakie posiada, takie jak architektura, potencjał komercyjnego przepływu turystów, znaczenie w mieście, jest sklasyfikowana jako kategoria "Złoto" z RFI.
| Livorno Centrale          |  |         |
| Linia Florencja - Livorno |  |         |
| Livorno Calambrone        |  |         |
| Linia Piza - Rzym         |  |         |
| Livorno Calambrone        |  | Ardenza |